# グイド・フルベッキ

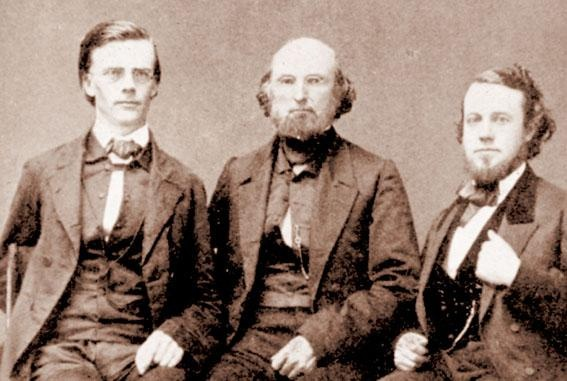
左から、グイド・フルベッキ、サミュエル・ロビンス・ブラウン、ダン・B・シモンズ

グイド・フルベッキことギドー・ヘルマン・フリドリン・フェルベック（英: Guido Herman Fridolin Verbeck、あるいは蘭: Verbeek、1830年1月23日 - 1898年3月10日）は、オランダ出身で、アメリカ合衆国に移民し、日本にキリスト教オランダ改革派宣教師として派遣され活躍した法学者・神学者・宣教師。

## 名前表記
日本で発音されやすいようフルベッキと称したことから、現在に至るまでこのように表記されている。ブエルベッキとも表記された。

## 生涯

### 略歴
1830年 オランダ生まれ。モラヴィア兄弟団の教会で洗礼を受ける。1852年 渡米し、ニューヨークに移住。コレラに罹ったが一命を取りとめ、献身を決意すると、1855年にニューヨーク州オーバン神学校に入学。1859年には上海からの海路、サミュエル・ブラウン、デュアン・シモンズ、米国人事業家のフランシス・ホールと共に来日し、長崎へ到着する。長崎では済美館の教師となり（1864年）、村田政矩が尋ねて来て聖書の教えを請う（1866年）。佐賀藩が長崎に建てた英学校致遠館で1868年から教鞭をとるが、上京し（1869年 ）、大学南校（後年開成学校に改称）の教師となる（1873年まで）。語学・学術においての功績が喜賞され、1871年に明治天皇から勅語を賜る。大学南校を辞職したフルベッキは、政府左院翻訳顧問となる。
1878年には元老院に在職し、アメリカン・ボードの牧師らと旧約聖書翻訳委員を務める。板垣退助の仲介(紹介状を所持)によって高知に渡るのは1885年で、伝道活動を行う。翌1886年に明治学院の理事となるとさらに次の年、明治学院神学部教授となる（1887年）。
フルベッキは1898年、赤坂葵町で没。68歳。青山霊園に埋葬された。

### 初期
1830年にオランダ、ユトレヒト州のザイストで資産家の父カールと教育者の母アンナとの間に8人兄弟の6番目の子供として生まれた。フルベッキ家は代々モラヴィア派に属していたので、フルベッキはモラヴィア派の学校に通い、同派の学校でオランダ語、英語、ドイツ語、フランス語を習得している。また、同派で洗礼を受けた。ただしザイスト市の資料では、家族全員がルター派として登録されている。フルベッキはモラヴィア派の影響で、宗派的な対立には寛容であったとされる。少年時代、中国宣教師のカール・ギュツラフにより東洋宣教(1844年の中国宣教師を育成する「福漢会」の資金調達のための講演、ロンドンではマルクスも聞いている）の話を聞き、海外伝道に興味を持っていた。モラヴィア派の学校を卒業後、ユトレヒト工業学校に進学し、工学を学んだ（このような詩記述もあるがザイスト市史料には鍛冶屋の弟子など、学校で工学を学んだか疑問もある）。

### アメリカ移住
1852年9月2日、22歳のフルベッキはニューヨーク州オーバン市にいた義理の兄弟の招きでアメリカに渡り、ウィスコンシン州の鋳物工場で働くようになる。ウィスコンシン州にはモラヴィア派のオットー・タンク（南アフリカ・スリナムでは「奴隷解放のパイオニア」とも）がコロニー設立のために土地を買っていて、モラヴィア派の宣教師を乗せるために汽船を作っていたとか、オットー・タンクが汽船を使ったビジネスを考えていたとか。またオットー・タンクは1849年にザイストで結婚式を挙げていて、そこからフルベッキの親類が交流し、義弟がオットー・タンクの援助を受けていた関係からウィスコンシン州にきたという。
1年後にニューヨーク（ブルックリン）に移動、更にアーカンソー州でエンジニアとして働くことを選び、橋や機械類をデザインした。同じ時期に南部の奴隷たちの状態を見て心を痛め、またハリエット・ビーチャー・ストウの兄弟であったヘンリー・ウォード・ビーチャーの教えにも心を動かされる。アーカンソー州はミシシッピ・デルタという綿花とアフリカ奴隷が非常に多い場所であった。またフィルモア大統領による1850年協定によって南部の奴隷を主に返す妥協をピーチャーが批判していたのを恐らくフルベッキは共感。
その後1854年の夏にコレラにかかり重症となるが、完治した暁には宣教者になることを誓った。奇跡的に回復したフルベッキは渡米最初に来たオーバンに戻り、1855年にニューヨーク市にある長老派のオーバン神学校に入学した。神学生の時に、サミュエル・ロビンス・ブラウン(オーバン神学校からマカオのモリソン記念学校で教え、シンガポールでヘボンと合流し共にニューヨークに帰国）の牧会するサンド・ビーチ教会で奉仕をした。これをきっかけに、ブラウンと共に日本に宣教することになる。
1859年オーバン神学校を卒業する時に、ブラウン、シモンズと一緒に米国オランダ改革派教会の宣教師に選ばれた。直後の3月22日長老教会で按手礼を受けるが、翌日改革教会に転籍して、正式に米国オランダ改革派教会の宣教師に任命された。4月18日にマリア・マニオンと結婚し、5月7日にサプライズ号で、ブラウン、シモンズと共に日本へ向けてニューヨーク港より出帆した。

### 長崎時代
日本へ向かう前に上海に一時寄港するが、そこでペリー艦隊の通訳も務めたサミュエル・ウィリアムズから「長崎ならば日本語を学ぶに一番都合がよく、冬期居住するのに何ら困難を感ずるようなことがない」と、長崎行きを勧められた。当時、外国人に強い警戒心を持っていた日本人の心理状態をよく把握していたサミュエル・ウィリアムズのアドバイスを受けたフルベッキは、ブラウンとシモンズと一団では日本へ行かず、日本語勉強のために長崎へ赴くことにした。
こうして、ブラウンとシモンズは別で先に神奈川に渡り、フルベッキは上海に妻マリアを残して1859年11月7日に、日本語習得のために長崎に一人で上陸した。フルベッキは長崎の第一印象を「ヨーロッパでもアメリカでも、このような美しい光景を見たことはない」と記している。長崎では聖公会のジョン・リギンズとチャニング・ウィリアムズに迎えられ、崇徳寺広徳院に同居した。その後、12月19日に妻マリアを上海より呼び寄せた。1860年1月26日には長女を授かり、エマ・ジャポニカと命名するが、生後2週間で死去する。フルベッキ夫妻は崇福寺近くの住居に住んでいたが、妻が神経痛となり、原因が寝室の湿度の高さにあると説明され、ハインリッヒ・シュミット医師の薦めで、1860年11月15日に環境の良い崇福寺広福庵へ転居した。広福庵は、最初の住まいであった崇福寺広徳院と同じ境内の高台にあった。1861年1月18日には、長男チャールズ・ヘンリー・ウィリアム・ヴァーベック（フルベッキ）が生まれた。
長崎では、開国後も依然としてキリシタン禁制の高札が掲げられており、宣教師として活動することができなかった。しばらくは私塾で英語などを教え生計を立てていた。1862年には、自宅でバイブルクラスを開いた。また1861年から1862年にかけては佐賀藩の大隈重信と副島種臣がフルベッキの元を訪れ、英語の講義を受けている。1862年にチャニング・ウィリアムズがジョージ・スミス主教の寄金と居留外国人の献金によって長崎・山手居留地内に完成した英国聖公会会堂（日本で最初のプロテスタントの教会）の初代チャプレンとなるが、2代目チャプレンはフルベッキが務めている。フルベッキとウィリアムズは盟友となり、フルベッキの子供たちはウィリアムズより洗礼、堅信を受け聖公会員となった。フルベッキの次男はチャニング・ムーア・ヴァーベック（フルベッキ）と命名している。1863年（文久3年）に、のちに聖公会の婦人伝道師となり、立教女学校（現・立教女学院）、立教学校（現・立教大学）で教師を務める次女エマ・ジャポニカが生まれる。同年、生麦事件をきっかけとした薩英戦争の時は上海に避難して、1864年に長崎に戻った。また大隈重信と副島種臣はこのころから、フルベッキから英語の個人授業を受けている。大隈はフルベッキの授業によってキリスト教に興味を抱いたと述懐している。
1864年（元治元年）には、長崎奉行より幕府が長崎につくった長崎英語伝習所（フルベッキが在籍した当時は洋学所→済美館→広運館などと呼ばれた）の英語講師への招聘があり、フルベッキは教師として幕府に雇用された。また、この幕府の英学所「済美館」とともに、佐賀藩が設置した致遠館でも教鞭を取っており、彼に師事して集まった学生達の姿はフルベッキ群像写真（上野彦馬撮影）として継承され、現在も長崎歴史文化博物館で展示公開されている。
済美館の教え子には何礼之、平井希昌がおり、また大山巌も学生の一人であったといわれている。大久保利通や伊藤博文（おそらくアーネスト・サトウつながり）も教えを受けたとも。
何礼之はその後私塾を開き、前島密、陸奥宗光、高峰譲吉、安保清康、山口尚芳らを輩出した。何礼之私塾の塾生はフルベッキのアドバイスや援助も受けていた。
1866年5月12日（慶應2年3月28日）付の薩摩藩士・野村盛秀（後の初代埼玉県令、第2代長崎県知事）の日記によると、盛秀はグラバーの船にて帰り、英国岡士（領事）並びにジョン・F・ラウダー、フルベッキに鹿児島市来の学識者一同と相談に出掛けていることが記されており、フルベッキは長崎英国領事館士官のラウダ―とも交遊があったことが分かっている。また、このころフルベッキは長崎の薩摩藩蔵屋敷やヤマキ長崎店と程近い大徳寺に居住していた。
慶応3年（1867年）11月、佐賀藩前藩主の鍋島直正等と親交があった関係で、佐賀藩がフルベッキを雇用することになった。しかし佐賀藩が外国人の立ち入りを認めなかったため、フルベッキのために長崎に藩校「蕃学稽古所（慶応4年8月25日以降は致遠館）」が設立された。英語、政治、経済などについて講義をしている。また、オランダで工科学校を卒業した経歴から工学関係にも詳しく、本木昌造の活字印刷術にも貢献している。同年には佐賀藩家老の村田若狭と弟綾部恭に洗礼を授け、1868年には仏僧清水宮内に洗礼を授けた。伊藤博文はフルベッキの門弟だったといわれることもあるが、伊藤は長崎に長期滞在したこともなく、直接の関わり合いを示す文書は残っていない。しかし伊藤はフルベッキが滞在していた大徳寺に宿泊したことがあり、フルベッキの弟子である何礼之の弟子、芳川顕正を大徳寺に呼び寄せて英語を学んでいたことから、両者の間に何らかの接触があったと見られている。またほかに相良知安、山口尚芳、本野盛亨らを輩出している。
慶応3年（1867年）から4年（1868年）にかけては薩摩藩や土佐藩によるフルベッキの引き抜きが行われようとしたが、大隈らが1000両の給金を支払うよう藩にかけあったことで決着している。明治元年（1868年）には岩倉具視の子、岩倉具定と岩倉具経が門弟となり、致遠館で学んだ。致遠館での校長、教頭の関係や学生時代の子弟関係から、大隈重信はフルベッキを師と仰ぎ、大隈が創設した早稲田大学でもフルベッキを建学の基礎的感化を与えた人物として讃えている。
フルベッキは長崎時代に仏教の僧侶へもキリスト教を伝えているが、中でもフルベッキの日本語教師であった肥後藩一向宗の僧侶、清水宮内（一道）は、フルベッキから聖書をもらってキリスト教の教えを受け、1868年（明治元年）夏にフルベッキから受洗した。1869年（明治2年）にフルベッキが上京すると清水は逮捕され、3年余りの獄中生活を送ることとなったが、この時、英国聖公会宣教協会日本最初の宣教師であるジョージ・エンソル（英国聖公会会堂のフルベッキの後任チャプレン）やフルベッキらの明治新政府への抗議や尽力によって清水は釈放されている。清水は後の1883年（明治16年）には、東京麹町教会の一員として活動した。

### 東京時代

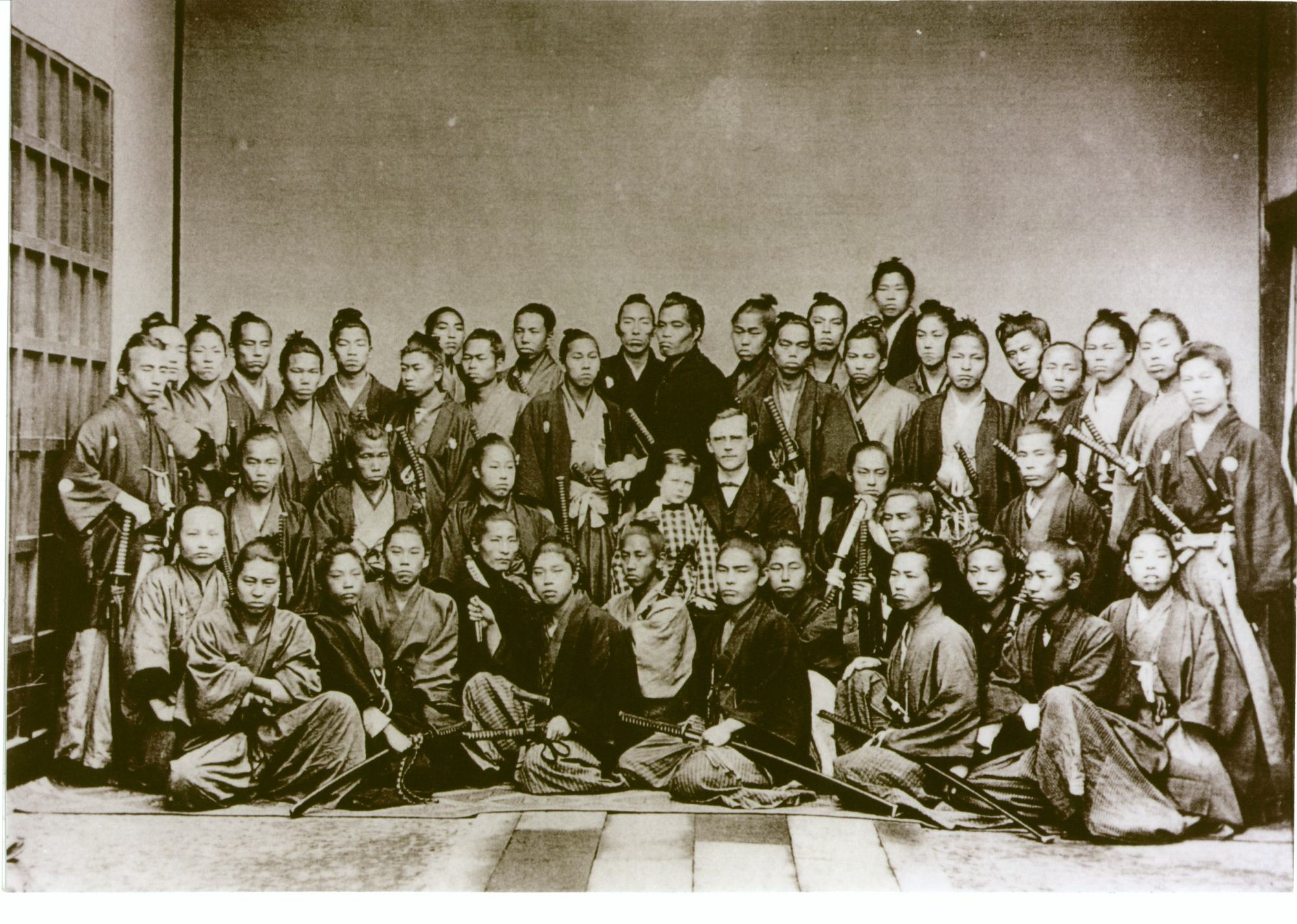
上京前のフルベッキと致遠館の学生(フルベッキ群像写真)（上野彦馬撮影）。この写真は1974年（昭和49年）に島田隆資によって慶応元年（1865年）の幕末の志士たちの集合写真であるという説が唱えられるようになったが、現在では明治元年（1868年）ごろに撮影された写真と見られている。

1869年（明治2年）2月13日に、フルベッキは突然明治政府より、大学設立のために江戸に出仕するように通達を受ける。到着したばかりの後任宣教師ヘンリー・スタウトに伝道を引き継ぎ、江戸に向かった。江戸では、法律の改革論議の顧問と大学の設立の仕事だった。
フルベッキ邸には、森有礼によって教師をしていた高橋是清が住んでいて、フルベッキの世話をしている。高橋是清は一時この邸宅を抜けているが、ダビッド・モルレー（マーレー）との交代のため、教師を辞めたフルベッキの相談を受けたり、晩年のフルベッキとも親交を持っている。
1868年6月にフルベッキは大隈重信（小松帯刀より外交に関する官職を引き継いでた）に、日本の近代化についての進言（ブリーフ・スケッチ）を行った。それを大隈が翻訳し、岩倉具視に見せたところ、1871年11月に欧米視察のために使節団を派遣することになった（岩倉使節団）。直前までフルベッキが岩倉に助言を与えていた。フルベッキの案においては、浦上四番崩れなどの関係のキリスト教理解などがメインであったが、岩倉の案では国家的使命を帯びている。また、当初は大隈重信が渡米する予定であったが留守政府側になっている。1877年には、日本政府より勲三等旭日章を授与された。
1869年2月より東京大学の前身に当たる開成学校（旧幕府開成所）の教頭を務めながら（高橋是清や小村寿太郎が入学）、学校の整備を行い、1869年12月には大学南校と改称した（1873年には再び開成学校）。
大学南校在職中の1870年10月から1873年まで教頭を務め、規則や教育内容の充実に努めた。大学南校在職中の1871年（明治4年）10月5日、明治天皇より学術の功績への感謝と更なる発展への期待を希望する旨の勅語を賜わる。1872年には、福井藩明新館で教師をしていたウィリアム・エリオット・グリフィスを呼び寄せて、化学の教授をさせた。ダビッド・モルレーが文部省より督務官として召還されたときには大変信頼し、高橋是清に家を探させた。
1873年（明治6年）に政府左院において翻訳顧問となり、アメリカン・ボードのダニエル・クロスビー・グリーン牧師やヘボンらとともに新約聖書翻訳に取り組み、1880年に完成した。
並行して1875年（明治8年）から1877年（明治10年）まで元老院に職を奉じた。この間の1874年（明治7年）にラトガース大学より神学博士の学位を授与された。しかし、宣教師としての活動に意欲を見せるようになり、1877年（明治10年）9月に官職を退き、東京一致神学校や華族学校（学習院）の講師を務めた。
1878年7月には一時アメリカに帰国するが、翌1879年には宣教師として再来日する。
1886年（明治19年）明治学院の開学時には、理事と神学部教授に選ばれて、旧約聖書注解と説教学の教授を務めている。1888年には明治学院理事長を務める。
1884年には高崎に、1885年には板垣退助の仲介によって高知に渡り、伝道活動をした。また、長崎にもたびたび伝道旅行をした。1883年4月大阪で開かれた宣教師会議で「日本におけるプロテスタント宣教の歴史」について講演した。1878年には日本基督一致教会中会で旧約聖書翻訳委員に選ばれ、文語訳聖書の詩篇などの翻訳に携わった。1888年2月の旧約聖書翻訳完成祝賀会では、フルベッキが聖書翻訳の沿革について講演した。
1890年（明治23年）、高橋是清がペルーから帰朝したとき横浜でフルベッキと会う。二度目に宣教師としてこられたときは宣教師仲間にあまり受けが良くなかった（一度目も手厚い給与をもらっていたため仲間からは妬まれていた）ため悲惨な境遇だったという。

### 死去
1898年（明治31年）3月10日昼ごろ、フルベッキは赤坂葵町の自宅で心臓麻痺のために急死した。葬儀は、3月13日に芝日本基督教会で行われ、ディビッド・タムソン宣教師が司式し、ジェームス・ハミルトン・バラが説教をした。遺体は青山墓地に埋葬されている。

## 子孫
フルベッキは7男4女をもうけた。来日して間もなく生まれた娘は日本にちなみエマ・ジャポニカ・フルベッキ（1860年1月26日-1860年2月2日）と名付けられた。短い生涯を閉じたこの娘は、稲佐悟真寺国際墓地に埋葬された。エマの他に同じく夭折した四女Mary Anne Verbeck(愛称マリー、1875年東京生、1876年東京没)とBarnard Verbeck(愛称バーニー、1880年オークランド生、同年日本に向かう途中の太平洋船中で没)も一緒に横浜外人墓地に埋葬されている。
息子のグスタヴ（Gustave Verbeek、1867年 - 1937年）はアメリカに渡り、漫画家となって『ニューヨーク・ヘラルド』紙などに寄稿した。一方、同じく息子のウィリアム・ヴァーベックは、アメリカ陸軍准将となった。その子供のウィリアム・ジョーダン・ヴァーベック（William Jordan Verbeck、1904年 - 1965年）は陸軍士官学校を卒業後、アメリカ陸軍第24師団歩兵第21連隊長として太平洋戦争に従軍、レイテ島・リモン峠で第1師団と戦った。大岡昇平の『レイテ戦記』に紹介されており、それによると朝鮮戦争に従軍した関係で1950年に来日し、靖国神社に参拝したほか、レイテで第1師団を率いた片岡董と面会してその善戦を称えたという。

## 著述

### 著作
- ヴヘルベッキ（述）『仏国森林法同執行法令』（河内信朝、光増重健 記、矢代操 校、明治15年、元老院）。doi:10.11501/796418、インターネット公開。
- フルベッキ（述）『耶蘇教証拠論』（和田秀豊 訳、1885年、和田秀豊）。doi:10.11501/825226、インターネット公開。
- フルベッキ（閲）『英語発音秘訣』（菊池武信 編、清水彦五郎 訂、1886年、菊池武信）。doi:10.11501/869900、インターネット公開。
- 「奇跡論」『日本全国基督教信徒同盟会演説集』（杉山重義、山鹿旗之進 記[他]、1887年、警醒社）59-65頁。doi:10.11501/824989、インターネット公開。ジ・エフ・フルベッキ名義。
- 『基督教不廃物論』（高橋五郎 訳、1888年、東京聖教書類会社）doi:10.11501/824319、インターネット公開。
- フルベツキ『人の神を拝むべき事由』（高橋五郎 訳、1888年、高橋五郎。doi:10.11501/825071、インターネット公開。
- 『フルベッキ書簡集』（高谷道男 編訳、1978年、新教出版社）。フルベッキの肖像あり、「年譜」秋山繁雄（編）385-408頁。2007年再版。
- ラフェリエール（纂輯）、バドビー（訂正）『欧州各国憲法』（田中耕造、ヴヘルベッキ、齋藤利敬 訳、2001年、信山社出版〈日本立法資料全集〉別巻 207）。明治21年刊の複製。Laferrière, Edouard（英語） (1841-1901)、Batbie, Anselme Polycarpe（フランス語） (1828-1887)。
  - 改題、復刻版。ラッパール（著訳）『佛朗西和蘭陀ノテール〈公証人〉規則合卷 : 司法省藏版』（黒川誠一郎、ヴェルベツキ、松下直美、中村健三、杉村虎一 訳、2018年、信山社出版〈日本立法資料全集 別巻1179〉）。

### 翻訳
- エスグバク（Eschbach, Louis Prosper Auguste）（フランス語）『法学指鍼』（ヴェルベッキ 訳、忘筌社 記、1877年、金港堂）。和装、2冊 (51, 52丁) ; 22cm。全国書誌番号:40021742。
- ヨハン・カスパー・ブルンチュリ（英語版）『国会議員選挙論』（ブエルベッキ 口訳、武者小路実世 筆記、1879年、博聞社）（74頁）

前書きに「此書ハ原名ヲ『ポリチーク・アルス・ベヒセンシヤフト』ト云ヒ」と記載されてはいるものの、目次構成も頁数もブルンチュリの Politik als Wissenschaft（意: 政治の科学、664頁） とは全く異なり、日本国内で女性に選挙権を与えることの是非などを論じた書籍。

## 伝記
- 井上篤夫『フルベッキ伝』国書刊行会、2022年